# 服部克久
服部 克久（はっとり かつひさ、1936年〈昭和11年〉11月1日 - 2020年〈令和2年〉6月11日）は、日本の作曲家、編曲家。東京府（現：東京都）出身。

## 人物・来歴
1936年、作曲家・服部良一の長男として生まれる。幼少より音楽の英才教育を受け、国立学園小学校、成蹊中学校・高等学校を経てパリ国立高等音楽院へ留学。和声、フーガ、対位法を学んだ後、1958年卒業。帰国後すぐに戦後の復興後のテレビ放送の草創期より活動を始める。
日本テレビ『サンデーダーク』、『ハニータイム』、フジテレビ『ミュージックフェア』などを皮切りに、テレビ、ラジオ番組、ドラマ、アニメ、映画の音楽を数多く担当。1971年には、「花のメルヘン」で第13回日本レコード大賞編曲賞を受賞。
1983年より「音楽の自然食」をテーマとしたインストゥルメンタル集「音楽畑」シリーズをスタート。「ル・ローヌ」、「自由の大地」、「Friends, Love, Believing」などの代表曲とともに、全20作をリリース。オーケストラサウンドを徹底的に追求したこのシリーズは、一つのジャンルとして確立され、日本レコード大賞企画賞を2回（第32回：1990年、第40回：1998年）受賞した。
毎年正月に、海外(特にアメリカ)のポップス・オーケストラの来日公演を聴き刺激を受け、「日本一のポップスオーケストラで、日本一のサウンドで、最高の演奏で聞いてもらおう」と東京ポップスオーケストラを組織し活動を始めた。このオーケストラは現在も活動を続けている。
日本音楽作家団体協議会（FCA）、日本作曲家協会（JACOMPA）を歴任。生前は日本作編曲家協会（JCAA）の会長、東京音楽大学客員教授、NPO法人LIVE FOR LIFE理事長などを務めていた。
2009年、音楽家生活50周年を記念してアルバム『服部克久』、『服部克久の世界』を2枚同時リリース。記念コンサートも開催した。
2020年6月11日8時42分、心不全のため東京都内の病院で死去した。83歳没。墓所は築地本願寺和田堀廟所。

### 家族・親族
弟は俳優の服部吉次（本名・良次）。他に妹が3人（自身と吉次の間）いる。その妻は女優の石井くに子。バレエダンサーの服部有吉は甥（良次の子）。宝塚歌劇団卒業生で歌手の服部富子は叔母。結婚歴は2回あり、最初の妻との間の息子に作曲家の服部隆之、その妻はバイオリニストの服部エリ、孫（隆之の子）にヴァイオリニストの服部百音がいる。自身の仲人は父親の知り合い白洲次郎（情報源は2020年8月23日山下達郎のサンデーソングブック番組内の竹内まりやの発言）。

## 主な作品

### 歌謡曲
- フォーリーブス
  - 君にこの歌を（1969年、白鳥八郎名義）
- 小林旭
  - 砂の少女/夜霧の鐘（1979年）
- 三好鉄生
  - すごい男の唄（1987年）
- 八代亜紀
  - 花 (ブーケ) 束（1989年、作曲のみ[注 1]）

### アニメ
- トム・ソーヤーの冒険（1980年）
- 愛の学校クオレ物語（1981年）
- ワンワン三銃士（1981年 - 1982年）
- 劇場版 世紀末救世主伝説 北斗の拳（1986年）
- 家なき子レミ（1996年）
- 手塚治虫の旧約聖書物語（1997年）
- 星界の紋章（1999年）
- 星界の戦旗/II/III（2000年 - 2005年）
- 無限のリヴァイアス（1999年）[6]
- アルジェントソーマ（2000年）

### ドラマ
- 遊星王子（1958年）
- 光速エスパー（1967年）
- 江戸の旋風シリーズ（1976年のパート2以降、フジテレビ）
- 兄弟刑事（1977年、フジテレビ）
- 江戸の渦潮（1978年、フジテレビ）
- わかば（2004年 - 2005年、NHK連続テレビ小説）

### テレビ
NHK
- 『みんなのうた』「アップアップアップリケ」「ぼくの町」「卒業前〜10日で100の出来事〜」

TBS系列
- 『日曜特集・新世界紀行』テーマ曲「自由の大地」
- 『ZONE』テーマ曲「Friends, Love, Believing」
- 『ふるさと讃歌』テーマ曲「夏は緑」
- 『わくわく動物ランド』テーマ曲「5月の草原は愛に包まれて」
- 『ニューイヤー駅伝』オープニングテーマ「美しきランナー」
- 『愛の劇場 うらぎり』テーマ曲「もう一度 Yesterday」
- 『レディレディ!』オープニングテーマ「Lady」
- 『ザ・ベストテン』テーマ曲[注 2]
- 『クイズ100人に聞きました』テーマ曲
- 『東ローマ帝国』（BS-i）テーマ曲「帝国に陽は昇りて」
- 『スタジオ2時』（毎日放送）

フジテレビ系列
- 『ママとあそぼう!ピンポンパン』テーマ曲、他
- 『とんねるずのみなさんのおかげでした』エンディングテーマ「喜望峰への道」
- 『カノッサの屈辱』オープニング&エンディングテーマ「夕陽」
- 『FNNスピーク』テーマ曲（1992年 - 1997年）
- 『FNS27時間テレビ』グランドフィナーレ恒例の新人アナウンサー提供読みのBGM「虹 Arc en Ciel」
- オープニング・クロージング「I・愛・eye」

その他
- 『ごちそうさま』（日本テレビ系列） テーマ曲「Bon Appetit」
- 『新・御宿かわせみ』（テレビ朝日系列） テーマ曲「ロータス・ドリーム」
- 『リビングポート』（tvk）
- 『こんにちは!奥さん2時です』（東京12チャンネル、近畿放送、SUN-TV）
- 『有馬温泉へいらっしゃい』(SUN-TV) - 「ゴールデンウェイブ」
- 『新にっぽんの歌・花のスタジオセブン』（テレビ朝日系列）

### ラジオ
- 『TIME AFTER FOUR〜オールディーズをあなたに〜』（JOY FM） テーマ曲「ディオリッシモ・残香（のこりが）」（『音楽畑1』に収録）[注 3]

### 映画
- 台風息子 花形三銃士（1959年、東映）
- 遊星王子（1959年、東映）
- 遊星王子 恐怖の宇宙線（1959年、東映）
- 逆襲の街（1961年、ニュー東映）
- 今夜は踊ろう（1967年、大映）
- リオの若大将（1968年、東宝）
- ある少女の告白 禁断の果実（1968年、日活）
- 七つの顔の女（1969年、松竹）
- 海はふりむかない（1969年、松竹）
- 青春大全集 愛とは何か（1970年、松竹）
- 内海の輪（1971年、松竹）
- 愛と死（1971年、松竹）
- 花の高2トリオ 初恋時代（1975年、ホリ企画制作）
- 青い山脈（1975年、東宝）
- 竹久夢二物語 恋する（1975年、松竹）[7]
- あいつと私（1976年、東宝）
- 昌子・淳子・百恵 涙の卒業式〜出発〜（1977年、ホリ企画制作）
- 博多っ子純情（1978年、エル・アイ・エル）
- 幸福号出帆（1980年、悶文グループ・三宝プロ）
- やすらぎ（1980年、泉放送制作）
- 連合艦隊（1981年、東宝）
- 長江（1981年、さだ企画・中国中央電視台）
- 北斗の拳（1986年、東映動画）
- 青い山脈'88（1988年、キネマ東京・ビデオ東京）
- 新極道の妻たち 惚れたら地獄（1994年、東映）
- Nile ナイル（1999年、東映）
- 不撓不屈（2006年、角川ヘラルド映画）

### その他テーマ曲など
- サントリーレッド CMBGM「花想い」「春雷」（1977年 - 1987年）
- 福島競馬場・新潟競馬場ファンファーレ（1987年 - ）
- オークワ テーマソング「オークワからのごあいさつ」
- 岐阜県白川町イメージソング
- 京浜急行電鉄社歌「人間が好きだから」
- 再春館製薬所企業イメージソング「THE SPRING OF LIFE」
- シキボウ企業イメージソング「漕ぎだせマーメイド」（歌・富田伊知郎）
- 日本バレーボール協会推薦曲「跳べ!そして熱くなれ」（歌・子門真人）
- 広島・海と島の博覧会テーマ曲「THE SEA」
- 愛知万博 クロージングテーマ「Friends Love Believing〜ぬくもりをありがとう〜EXPO2005ヴァージョン」
- 岩手県花巻市 花巻市民の歌
- 銀河学院高等学校校歌
- 日本大学賛歌
- 東京経済大学応援歌
- 大阪経済法科大学学歌
- 宮崎県日南市市歌（補作詞も担当）
- パイオニア 創業50周年記念制定社歌「かがやきを求めて」

### 編曲
- テレビ番組『サンダーバード』TBS放送時（1967年）のオープニングテーマ曲「サンダーバードの歌」（作詞・滝田順、作曲・バリー・グレイ、歌・ロイヤルナイツとビクター少年合唱隊、日本ビクター SPV-76）[注 4]
- 時代劇『旅がらす事件帖』（1980年 - 1981年）の主題歌「みだれ雲」（作詞・阿木燿子、作曲・宇崎竜童、歌・小林旭、日本クラウン）
- さだまさし・山下達郎・竹内まりやなどの楽曲の編曲やストリングス（弦楽）・アレンジ

さだとはグレープ時代からの付き合い。また、山下・竹内夫妻の最近の楽曲のストリングス・アレンジのほとんどが服部の手によるものである。
- THE ALFEEの楽曲のストリングス・アレンジ

THE ALFEEの楽曲とクラシックの曲をメドレー形式でアレンジしたアルバム『THE ALFEE CLASSICS』はシリーズで3作を数えている。
- ハイ・ファイ・セットのデビュー曲「卒業写真」（作詞・作曲は荒井由実）
- 大草原の小さな家の日本語バージョン（作詞・森みさ、作曲・デヴィッド・ローズ、歌・子門真人）
- 柏原芳恵「春なのに」（作詞・作曲は中島みゆき。なお編曲はJ.サレッスと共作）
- 尾崎豊のデビュー前デモ・テープ7曲をオーケストレーション（管弦楽法）にアレンジ
- ザ・ピーナッツ「ローマの雨」
- ニュー・サウンズ・イン・ブラスシリーズなどの吹奏楽アレンジ
- 谷村新司「昴」のオリジナルアレンジ
- 西城秀樹「サンタマリアの祈り」（作詞・なかにし礼、作曲・川口真）
- 小泉今日子「快盗ルビイ」のホーン&ストリングアレンジ
- 伊藤友子「あやとり」（作詞・作曲 / 伊藤友子）（東京ガス『ガスFF暖房機』CMソング。1979年9月 ワーナーパイオニア L-307E）
- ビートたけし「嘲笑」
- 竹内まりや「シングル・アゲイン」「駅」「けんかをやめて」のストリングスアレンジ

## 主な活動

### コンサート・イベント
- 1978年 - 西城秀樹 日比谷公会堂で行われたバレンタインコンサート・スペシャルで指揮担当。演奏新日本フィルハーモニー交響楽団。
- 1980年 - 岩崎宏美シンフォニックコンサート指揮、編曲、ピアノ、MC。
- 1980年 - 山口百恵引退コンサート音楽監督および指揮。
- 1985年 - 第1回音楽畑コンサートを開催。
- 1989年 - '89海と島の博覧会・ひろしま音楽プロデューサー。第一回日本海夕日コンサートを開催（2005年まで）。
- 1990年 - 大阪 万国花博覧会 音楽プロデューサー。スペイン セビリア万博 JAPAN DAYSコンサートを開催。
- 1991年 - ふらっと三笠音楽畑コンサート'91（北海道三笠市）をクロフォード公園（三笠鉄道村三笠ゾーン）で開催（1992年まで）。服部克久と歌う仲間達（三笠みんなで歌う会の前身）を結成し、本コンサートで共演。
- 1992年 - 富山 第一回ジャパンエキスポ 音楽プロデューサー。テーマソングである荻野目洋子「生命の詩（うた）」の作曲を担当するが、こちらの曲は月光恵亮によるプロデュース。
- 1993年 - 北京にて、中国電影交響楽団と友好音楽祭を開催。
- 1994年 - 韓国 世界万博オープニングイベントにて、音楽畑オーケストラとKBSオーケストラとの合同演奏会を開催。
- 1995年 - ジャカルタにて、インドネシア独立40周年記念コンサートを行う。
- 1996年 - ハワイ ホノルル交響楽団とパンパシフィックコンサートを行う。
- 1997年 - ニューヨーク国連本部総会議場とカーネギーホールにて東京ポップスオーケストラコンサートを開催。東京国際フォーラム“こけら落とし”コンサートTHE ALFEE CLASSICS〜融合〜音楽監督および指揮。
- 1999年 - ベルリン、ブランデンブルク門にて、ドイツにおける“日本年”コンサートを実施。NHKホールにて、音楽家生活40周年記念コンサートを開催。
- 2000年 - シドニー オペラハウスにて、音楽畑コンサートを開催。
- 2001年 - 京都二条城にて、築城400年記念コンサートを行う。
- 2002年 - 福島年輪ピック音楽監督。第1回MESSAGE from HYOGO音楽畑コンサートを開催。
- 2003年 - 市町村合併による“清水市さよなら”コンサートを実施。第2回MESSAGE from HYOGO音楽畑コンサートを開催。
- 2004年 - 全国100年に渡るコンサートを記念して、オーチャードホールにて、記念コンサートを開催。
- 2005年 - 愛知万博クロージングテーマ（Friends Love Believing〜ぬくもりをありがとう〜EXPO2005ヴァージョン）の作曲。同閉会式にて、指揮。
- 2006年 - みなまた未来コンサート〜海恋物語〜開催。第19回JAL音舞台@東福寺 音楽プロデューサー。
- 2007年 - 服部良一生誕100周年記念コンサートを東京国際フォーラムにて開催。第3回MESSAGE from HYOGO音楽畑コンサートを開催。
- 2007年 - 日本製紙PRESENTES札響ポップスコンサートVol. 5 音楽監督および指揮。
- 2008年 - 第4回MESSAGE from HYOGO音楽畑コンサートを開催。みなまた未来コンサート〜海恋物語第二章〜開催。日本製紙PRESENTES札響ポップスコンサートVol. 6 音楽監督および指揮。
- 2009年 - 服部克久音楽家生活50周年記念コンサート The Concertを開催。日本製紙PRESENTES札響ポップスコンサートVol. 7 音楽監督および指揮。
- 2010年 - 日本製紙PRESENTES札響ポップスコンサートVol. 8 音楽監督および指揮。
- 2011年 - 日本製紙PRESENTES札響ポップスコンサートVol. 9 音楽監督および指揮。
- 2012年 - 日本製紙PRESENTES札響ポップスコンサートVol. 10 音楽監督および指揮。
- 2013年 - 日本製紙PRESENTES札響ポップスコンサートVol. 11 音楽監督および指揮。

### メディア（CD・カセットなど）
- アルバム 音楽畑1〜22
- アルバム 東京ポップスオーケストラ
- アルバム 服部良一
- アルバム 服部克久
- アルバム 服部克久の世界 〜works〜
- アルバム 77-55 〜Past, Present & Future〜

### プロデュースなど
- ミュージックフェア（フジテレビ系列）
- 日本レコード大賞（TBS系列）
- ピアノでポップスを（NHK）

## 出演

### テレビ
- 暮らしのワイド リビングポート（1978年ごろ、tvk）火曜日キャスター
- 日立テレビシティ「昭和ラプソディ」（1985年、TBS）特別出演
- 午後は○○おもいッきりテレビ（1987年 - 2007年、日本テレビ）ゲストコメンテーター
- ピアノでポップスを（1988年 - 1991年、NHK）講師

ほか多数

### ラジオ
- 仲間の音楽会（NHKラジオ第1）
- ポップスグラフィティ（NHK-FM）
- ミュージックプラザ（NHK-FM）

### CM
- クリネックスティッシュ（1973年）家族にて出演
- ハウス食品（1990年）

## ビブリオグラフィ
著書
- 『ピアノでエッセイを：気がつけば親子3代音楽畑』（1992年、扶桑社）
- 『僕の音楽畑にようこそ』（2017年、日本経済新聞出版社）

編著
- 『音楽が聴けなくなる日：音楽CDの再販制度維持のための序曲』（1996年、平凡社）
- 『音楽畑ピアノソロ・ベストセレクション 水の戯れ〜ル・ローヌ（河）』（2003年、ヤマハミュージックメディア）
- 『音楽畑ピアノソロ・ベストセレクション 大地の響き〜自由の大地』（2003年、ヤマハミュージックメディア）

監修書籍
- 『服部良一の音楽王国：昭和のジャズ&ポップス史をつくった男』（1993年、エイト社）